# 基隆七號房慘案
基隆七號房慘案，是臺灣日治時期的一樁臺灣總督府交通局書記吉村恆次郎與妾合謀，殺妻並分屍的命案。

## 緣由
依昭和九年（1934年）《臺南新報》漢文版11月6日至12月30日的報導，本案是時住基隆的總督府交通局公務員吉村恆次郎夥同其妾屋良靜，謀殺妻子宮氏並分屍的一樁血案，吉村恆次郎於當年11月6日被捕，震驚全島。《臺南新報》記載：被告人尤其是堂堂臺灣總督府交通局官吏，大為世人所注目，屆時開廷（庭），遠近好奇者，必以千計，擁擠於公廷。裁判長有鑑及此，雖不能禁止旁聽，亦當有以制限之，決定發行旁聽券，以防雜沓。

## 文藝作品
故事被文人編為《基隆七號房慘案歌》，
《基隆七號房慘案歌》乃臺灣民間說唱歌仔之一個唱段，實乃依據真實事件而改編的歌謠。雖與原本事件有差距，但因民間的流傳，已取代了原來的內容，成了民間口中的慘案，該作品主要的版本有三種，最早的版本是刊行於1958年由張玉成編著，嘉義新環球出版的歌仔冊，而人名都有經過更換。
《基隆七號房慘案》在1957年7月13日被搬上電影銀幕，由莊國鈞導演，張麗娜、康明、吳萍、洪明麗、矮仔財等人所主演。
2014年《戲說臺灣》將之改編為單元劇，《台灣奇案》也曾改編過。